# Teerasil Dangda
Teerasil Dangda - em tailandês, ธีรศิลป์ แดงดา (Bangkok, 6 de junho de 1988) é um futebolista tailandês que atua como atacante. Atualmente joga no Bangkok United e na Seleção Tailandesa

## Carreira
Teerasil iniciou a carreira profissional em 2005, no Air Technical Training School (atual Air Force United), marcando 3 gols em seis jogos. Defendeu também Rajpracha e Muangthong United até julho de 2007, quando foi para a Inglaterra realizar um período de testes no Manchester City (que havia sido comprado pelo ex-primeiro-ministro Thaksin Shinawatra no início do mês) juntamente com 2 compatriotas (Suree Sukha e Kiatprawut Saiwaeo). Depois de vários problemas em relação ao visto de trabalho, o trio assinou com os Citizens em novembro.
Porém, novos problemas com o visto fizeram com que o City emprestasse o atacante ao Grasshopper (Suíça), jogando 6 partidas pelo time B. Após o final do empréstimo, Teerasil voltou à equipe inglesa, mas não foi utilizado na temporada e foi liberado em outubro de 2008, sem ter feito nenhuma partida oficial. Em novembro de 2011, afirmou que seu período no City o fez "um jogador melhor", mesmo sem ter entrado em campo nenhuma vez. Voltaria ao Rajpracha no mesmo ano, ajudando o clube a terminar na metade da classificação ao marcar seis gols em 10 partidas. Em 2009, regressou ao Muangthong United, onde se destacaria nesta segunda passagem, conquistando um bicampeonato nacional. Ele ainda foi convidado a passar um período de testes no Queens Park Rangers. Suas atuações despertaram interesse de outras 3 equipes: Atlético de Madrid, Getafe e Trabzonspor; o atacante passou 2 semanas fazendo testes pelos Colchoneros, e Teerasil descreveu o futebol espanhol como "muito rápido, forte e com grande qualidade" após realizar seu primeiro treino com o Atlético. De volta ao Muangthong em fevereiro de 2013, marcou seu primeiro gol na temporada sobre o Army United.
Em fevereiro de 2014, assinou por empréstimo com o Almería por um ano, sendo o primeiro jogador da Tailândia e do Sudeste Asiático a defender um clube de La Liga. Estreou pelo clube em agosto, no empate em 1 a 1 com o Espanyol, e seu primeiro jogo como titular foi na Copa del Rey, tendo marcado um dos gols da vitória por 4 a 3 sobre o Real Betis. Em janeiro de 2015, Teerasil voltou a vestir a camisa do Muangthong United.
Ainda passou por empréstimo no Sanfrecce Hiroshima (Japão), tendo assinado em dezembro de 2017, balançando as redes adversárias 6 vezes em 32 jogos antes de regressar novamente ao Muangthong em 2019. Sua despedida definitiva dos Twin Qilins foi com a quinta posição na classificação final do Campeonato Tailandês e eliminações nas Copas nacionais. Somando todas as competições, Teerasil atuou em 351 partidas e marcou 159 gols.
Em janeiro de 2020, assinou com o Shimizu S-Pulse, disputando 24 jogos e marcando 3 gols, regressando ao futebol tailandês para defender o BG Pathum United, vencendo o Campeonato Tailandês de 2020–21 e conquistando um bicampeonato da Copa dos Campeões (2021 e 2022). Em maio de 2022, o BG anunciou a renovação de contrato do atacante por mais 2 temporadas.

## Carreira internacional
Pela Seleção Tailandesa, Teerasil representou as equipes de base, fazendo sua estreia pelo time principal em agosto de 2007, contra o Iraque. O atacante disputou 2 edições da Copa da Ásia (2007 e 2019) pelos Elefantes. É o segundo jogador com mais partidas (127) e o terceiro maior artilheiro (64). A seleção que mais levou gols do atacante foi Myanmar (11 gols sofridos), seguido por Indonésia e Malásia (5 gols)
O ponto alto de sua trajetória pela Seleção Tailandesa foi a conquista da medalha de ouro nos Jogos do Sudeste Asiático, disputados em seu país natal em 2007, além de um tricampeonato da Copa AFF (2016, 2020 e 2022).

## Títulos
Muangthong United
- Campeonato Tailandês: 2009, 2010, 2012, 2016
- Liga Regional Tailandesa (Divisão 2): 2007
- Kor Royal Cup: 2010
- Copa da Liga Tailandesa: 2016, 2017
- Copa dos Campeões da Tailândia: 2017
- Mekong Club Championship: 2017

BG Pathum United
- Campeonato Tailandês: 2020–21
- Copa dos Campeões da Tailândia: 2021, 2022
- Copa da Liga Tailandesa: 2023–24

Seleção Tailandesa
- Copa AFF: 2016, 2020, 2022
- King's Cup: 2016
- Jogos do Sudeste Asiático:  (2007)[nota 1]

### Individuais
- Melhor Onze dos leitores do site Goal.com: 2011[21]
- Maior artilheiro da Copa AFF (25 gols)
- Artilheiro da Copa AFF: 2008, 2012, 2016, 2020, 2022
- Melhor Onze da Copa AFF: 2012, 2016, 2020, 2022
- Melhor Onze da Federação de Futebol da ASEAN: 2013, 2017
- Artilheiro do Campeonato Tailandês: 2012 (24 gols, empatado com Cleiton Silva, do BEC Tero Sasana)
- Jogador do Ano do Campeonato Tailandês: 2012